# Transporte balístico

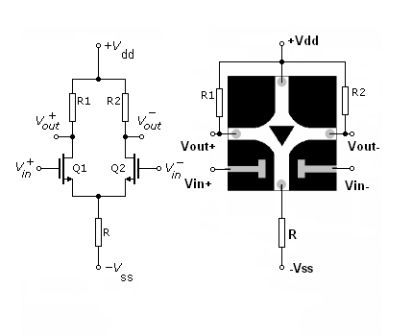
Deflexion balística

Transporte balístico se refiere al transporte de electrones en un medio en el cual los electrones no son dispersados en él. Ocurre cuando el camino libre medio de los electrones es mucho mayor que la longitud que delimita el medio, en la dirección en la que se propaga el electrón.
Entonces este medio no opone «resistencia» al paso del electrón; sin embargo, la conductividad no es infinita debido a que en un arreglo experimental el medio está conectado con el equipo de medición a través de contactos y, por tanto, aparece una resistencia debido a ellos.
Es importante establecer que superconductividad y transporte balístico son dos fenómenos diferentes; en el caso del transporte balístico, si se quita la fuerza motriz que mueven los electrones desde un electrodo o contacto hacia el otro, los electrones dejarían de moverse por el medio, mientras que en un superconductor la corriente seguiría fluyendo aun en ausencia de esta fuerza motriz una vez que se haya establecido una corriente.